# ستيفن يابلو
ستيفن يابستيفن يابلو فيلسوف كندي. وهو أستاذ الفلسفة في معهد ماساتشوستس للتكنولوجيا (MIT)، ودرس سابقا في جامعة ميشيغان، آن آربر. وهو يختصّ في الفلسفة المنطق، فلسفة العقل، ميتافيزيقيّة، فلسفة اللغة، وفلسفة الرياضيات. 
وهو متزوج من زميلته في تكنولوجيا المعلومات وتلك الفيلسوفة سالي هاسلنجر.

## التعليم والمهنة
حصل على درجة الدكتوراه من جامعة كاليفورنيا، بيركلي، حيث عمل مع دونالد ديفيدسون وجورج ميرو. وفي عام 2012، انتخب زميلاً في الأكاديمية الأمريكية للفنون والعلوم.

## العمل
وفي عام 1993، نشر ورقة قصيرة تبين أن مفارقة تشبه الكذاب يمكن أن تنشأ دون إشارة ذاتية. وقد نشر عددا من الأوراق المؤثرة في فلسفة العقل، وفلسفة اللغة، والميتافيزيقيا، وقدم محاضرات جون لوك في أكسفورد في عام 2012، والتي شكلت الأساس لكتابه عن العنونة، الذي وصفه أحد المراجعين بأنه «مهم ومهم وكتاب بعيد المدى أن الفلاسفة سوف تناقش لفترة طويلة.»

## الكتب
أفكار (أوراق فلسفيّة، حجم 1) ([أإكسفورد ونيفرستي] صحافة، 2009)
  أشياء (أوراق فلسفيّة، حجم 2) ([أإكسفورد ونيفرستي] صحافة، 2010)
  حول (مطبعة جامعة برينستون، 2014).